# Sericu
Sericu – wieś w Rumunii, w okręgu Teleorman, w gminie Blejești. W 2011 roku liczyła 437 mieszkańców.